# 艾朗 (前燕)
艾朗（？—370年），五胡十六国時代前燕人物。
艾朗在前燕担任殿中将軍。370年十一月，前秦攻打前燕，艾朗跟随前燕皇帝慕容暐、太傅慕容評、衛大将軍慕容臧、定襄王慕容淵、左衛将軍孟高离开鄴城，出奔龍城。
慕容暐一行路遇盗賊襲击。孟高与他们作战肉搏。艾朗见孟高独战，返回与孟高并肩抗敌，他和孟高一起战死。
慕容暐被前秦游撃将軍郭慶俘获，带回鄴城。前秦天王苻堅会見他，慕容暐称赞艾朗、孟高的忠義行为。苻堅于是命令厚葬艾朗、孟高，提拔他们的儿子担任郎。